# Dødens Brud
Dødens Brud er en dansk stum melodramafilm fra 1912 produceret af Nordisk Films Kompagni og instrueret af August Blom efter manuskript af overretssagfører Otto Gulmann, der skrev enkelte manuskripter til Nordisk. Filmens hovedroller spilles af Augusta Blad, Agnete Blom, Robert Dinesen og Aage Hertel. 
Filmen havde dansk premiere den 13. april 1912 i Panoptikon Teatret og blev i tysktalende lande distribueret som Die Braut des Totes og i fransktalende lande som La Fiancee de la Mort.

## Handling
Otto Beckert har et godt øje til sin kusine, Aase, der har lovet sit hjerte til Tage Henning. I jagten på hendes kærlighed forsøger Otto at drive de to elskende fra hinanden – og det lykkes! Et enkelt fejltrin og Aase havner i Ottos taknemmelige favn. Da brylluppet skal stå, forsøger den vragede Tage at vinde sin elskede tilbage. En desperat plan får konsekvenser for den stakkels Aase, fanget i mellem de to ubarmhjertige kamphaner.

## Medvirkende
- Augusta Blad - Etatsrådinde Beckert
- Agnete Blom - Aase, etatsrådindens datter
- Robert Dinesen - Tage Hennings, cand.jur, Aases forlovede
- Aage Hertel - Otte Beckert, læge, Aases fætter
- Emilie Sannom - En letlevende dame
- Jenny Roelsgaard
- Johanne Krum-Hunderup
- Otto Lagoni
- Svend Bille
- Julie Henriksen
- Doris Langkilde
- Alma Hinding